# Indra Devi
Indra Devi (letó: Eiženija Pētersone) (Riga, 12 de maig de 1899 - Buenos Aires, 25 d'abril de 2002) va ser una mestra i escriptora difusora de la pràctica del ioga és coneguda com la primera dama del ioga a Amèrica.
Va conèixer a Jiddu Krishnamurti el 1926, durant una de les seves xerrades en Ommen, Holanda, qui va tenir una gran influència en el seu desenvolupament espiritual. Un any més tard, el 1927, es va embarcar cap a l'Índia, país amb el qual somiava des de petita. On va ser una deixebla des del 1937 de Sri Tirumalai Krishnamacharya, arribant a ser ella mateixa una mestra de renom del ioga. Convertint-se en la primera occidental que va ensenyar aquesta disciplina en aquest país. També va actuar en algunes pel·lícules índies.
Quan es va instal·lar a l'Índia va ocultar les seves arrels bàltiques adoptant un nom que sonés indi i espiritual (usant "dev", arrel índia per a "déu").
El 1948 va obrir un estudi de Ioga en Los Angeles, Califòrnia, on actors i personatges famosos de l'època com Greta Gràcia, Eva Gabor i Gloria Swanson van ser els seus alumnes. Posteriorment el 1961 va obrir la Fundació Indra Devi a Tecate, Mèxic, al Ranxo Cuchum sota la muntanya del mateix nom. La Fundació de Ioga va funcionar com a Centre d'Entrenament Internacional per a Mestres de Ioga fins a 1977 i es va traslladar amb el seu espòs a Bangalore. El 1982 es va ubicar a Buenos Aires. En 1983 Indra Devi va viatjar a Sri Lanka amb el seu espòs el doctor Sigfried Knauer molt malalt on mori al següent any. El 1985 torna a instal·lar-se a Buenos Aires.
El 1987, a Uruguai va ser nomenada presidenta honorífica de la Federació Internacional de Professors i Instructors de Ioga (avui Federació Internacional de Ioga) i de la Confederació i Unió Llatinoamericana de Federacions Nacionals de Ioga. Indra Devi morí a la ciutat argentina de Buenos Aires el 2002 amb 102 anys. La mare de Indra Devi va viure un temps amb ella en el Ranxo Cuchumá i també va morir amb més de 100 anys.